# Cistothorus
Cistothorus is een geslacht van zangvogels uit de familie winterkoningen (Troglodytidae).

## Soorten
Het geslacht kent de volgende soorten:
- Cistothorus apolinari – Apolinars winterkoning
- Cistothorus meridae – Páramowinterkoning
- Cistothorus palustris – Moeraswinterkoning
- Cistothorus platensis – Graswinterkoning
- Cistothorus stellaris – Zeggewinterkoning